# 修羅の国
修羅の国（しゅらのくに）は、漫画『北斗の拳』に登場する架空の国家。

## 概要
北斗神拳と北斗琉拳（劉家拳）の発祥の地にあり、カイオウ、ラオウ、トキ、ヒョウ、ケンシロウの生まれ故郷。支配者であるカイオウが恐怖政治を敷いており、アニメでは作品のクライマックスの舞台となった。

### 社会制度
統治形態は封建制に近く、羅将と呼ばれる3人の男を頂点に、准将、郡将、村長、修羅（後述）、一般人…という階級を形成する。また羅将同士にも「第一」「第二」という表現で序列が示唆されており、事実上はカイオウを中心とした絶対王政と見ることもできる。
男子には12歳から15歳までの間に100回の死闘を行う通過儀礼が義務付けられており、このため「男子の生存率は1%」と評される。
これを完遂した者は「修羅」と呼ばれ、国名の由来ともなっている。
修羅になってある程度の戦績を積むと、名前、花嫁、領主権などを与えられる。
12歳以降に敗北した者は基本的に対戦相手に殺害されるが、死亡に至らず生き残った場合は両足の腱を切断された上で生存を許される。この脱落者は「ボロ」と呼ばれ、各種特権を剥奪され、低階級に置かれる。
なおこの罰則は公式試合限定らしく、私闘の類には適用されない模様（例：ハンに敗北したが郡将の地位にあるカイゼル）。
女子はリンを見るに物品に近い扱いを受けている。これはこの時代においては修羅の国に限ったことではない（例：アイリ）が、修羅の国の女性はさらに過酷であり、一定の年齢に達すると修羅の花嫁候補として為政者たちの管理下におかれる。これを拒むことは許されず、命を奪われることもある。
また、修羅でもボロでもない男子が見られ、国民全員が100戦をするわけではないようである。羅将ヒョウの重用する宝石商のように、武力以外の能力を評価される者もいる。

### 文化・風俗
作中での話し言葉は日本語で統一されているが、随所で漢語が使用されている。カイオウやヒョウがサンスクリット語で会話する場面も見られるが、これは北斗琉拳の風習とみられる。人名については、修羅として実績を積むまで名乗ることが許されない。ただし修練段階の児童が名を呼ばれる描写がある。
婚姻制度は厳格で、
- ある程度連勝した修羅を二人で戦わせ、勝者に選りすぐった美しい娘を与える。その際に儀式として、花嫁の血を一滴垂らした酒盃を授ける（アルフ）

このような手続きが確認されている。ただし、場面によっては
- 交際による婚約（ヒョウ）
- 村落を来訪し、徴募する（サモト）
- 周囲の男を殺し、略奪する（ヌメリ）

などの描写があり、地位や状況に応じた婚儀が行われるようである。強さのみを徳目とする修羅の国の道徳観念を反映したものが多い。
修羅を中心に、殺されることを消滅と捉えず、強者の血肉となって生きるとする考え方がある。敵から逃げること、愛を説くことは悪徳とされ、違反者には死が与えられる。
修羅は辮髪やスキンヘッドが多く、黒の革鎧らしきもので首から下の全身を覆うのが一般的で、権力や社会的地位の低い修羅（修羅予備軍の児童を含む）は仮面を被る傾向にある。ボロは全身をボロ布と覆面で覆うが、文官として修羅に仕え、奢侈な衣装を身に着ける例も見られる（ハンの侍従など）。
北斗神拳と北斗琉拳の因縁から、いつかラオウが帰還して国を救うという伝説がある。「北斗神拳」でなく「ラオウ」個人なのは、カイオウの情報操作によるもの。

### 地理、交通
中国大陸とみられるものの、核戦争に伴う地殻変動で現実世界とはかなり異なる地勢になっているようである。
日本から渡れる海が一つしかなく、国土に砂漠が多い。
その一方、羅将ハンの居城から「国中に」伝達の赤水が到達している。
沿岸は修羅によって厳重に警備されており、部外者が侵入した場合は一切の弁明を聞かず、これを殺害する。また、修羅の国の人間が他国に渡航を試みたケースがある（若年時のシャチ、真救世主伝説の芸妓など）。一方、『真・北斗無双』の幻闘編シャチの章では、他国への渡航はカイオウによって禁じられているが、許可があれば渡航自体は可能だとされており、ハンは部下や船に潜入したシャチと共に海を渡っている。
陸地ではバイクや馬による移動が主流なのは他国と変わらないが、私有列車などの比較的発達した移動手段もある。アニメではヒョウ配下の戦力である親衛機甲団を構成する、戦車や多数の装甲車も登場する。

### 歴史・民情
作中二十世紀末に軍事国家の侵略を受け荒廃し、ジュウケイがラオウら三人を送り出す。やがて核戦争が勃発し、国家や文明は崩壊。戦争終結後はカイオウを中心とした北斗琉拳の高弟3人が拳で権力を握って羅将となり、早々に国家システムを再構築。この時から前述のような男子生存率1%の過酷な地と化し、修羅の国と呼ばれるようになる。国家体制の完成直前、ラオウが一度来訪し、それ以後カイオウの手によってラオウ伝説が流される。前後して沿岸に修羅が配置され、鎖国体制が完成した。
民衆は内心ではこの体制に反発しており、ラオウ伝説を信じてその来航を待ち望んでいた。ケンシロウが来航して第三の羅将たるハンを倒すや、多くの者が早合点して武装蜂起し、その子らを含む大勢が修羅に虐殺される。これを皮切りに動乱の流れは激化、ヒョウの腹心が反体制を掲げて離反し、村ごと処刑されるという事態も生じた。
結果的にはケンシロウを中心とした戦闘により、3人の羅将は全て倒れたが、作中ではその後の描写はない。

## 羅将・修羅
※担当声優は、特記ない限りテレビアニメ版 / 真・北斗無双 / DD北斗の拳 / LEGENDS ReVIVEの声優。1人しか記載がない場合は特筆ない限りテレビアニメ版のキャストとする。

### 羅将
修羅の国の支配者たち。いずれも北斗琉拳の使い手。
カイオウ
声 - 内海賢二（少年期 - 大倉正章） / 石塚運昇（少年期 - 金本涼輔） / 前田剛 / 玄田哲章
修羅の国第一の羅将で、自らを“新世紀創造主”と称す。ラオウ、トキ、サヤカの実兄。ラオウとよく似た容姿と体格を持つが、額から頬にかけて∧の形をした傷がある。原作では金髪で顔もラオウより面長だがアニメでは髪の色は青紫色で、ラオウと顔も声も瓜二つである。
乗馬は黒王号に匹敵する体躯を持つ赤い巨馬で、トリケラトプスのような鎧をつけている。
幼少期、母親がその慈愛の深さゆえ我が身を省みず、ヒョウとケンシロウを助けて命を落とした出来事から愛や情といった感情を否定するようになる。また、修行時代、ジュウケイに北斗宗家の血を引くヒョウを立てるよう強要され、無様な命乞いをした上で勝負を放棄させられるといった屈辱を味わわされたことなどにより、北斗宗家を憎悪するようになり、その抹殺を志すようになる。愛を否定し力が全てとしており、愛に打ち克つものはこの世で唯一悪であるという信念から、自らを悪と規定し、勝利のためには卑劣な手段をも辞さない。圧倒的な実力のみならず卑劣な手段も躊躇なく行う狡猾さも持ち合わせ、テレビアニメ版においてはケンシロウが最後に倒した敵である。
卑劣で冷血漢。ヒョウが持つ北斗宗家の秘拳の手掛かりが野望の障害となると考え、憂いを取り除くためヒョウの記憶を奪う。また、北斗宗家同士の共倒れを画策し、ヒョウにケンシロウへの憎悪を植え付けるために実の妹であるサヤカを殺害し、ケンシロウの仕業と吹き込むなど目的のためには手段を選ばない。短剣を携帯しているが、自分の意にそぐわない人物に対して、屈辱を抱いたまま自決するように強要するためのものであり、劇中ではケンシロウやリンに対して短剣を差し出して自決を強要している。
弟ラオウとの決別の証として、修羅の国の救世主伝説を流す。その伝説はカイオウの狡猾さや、かつての北斗神拳伝承者による救世主伝説という下地があったがために、カイオウとラオウの素性を知るジュウケイさえもこれを信じた。
全身と素顔を黒い鎧で覆いつくしている。当初は身体から発する魔闘気を封じるために着けており、この鎧が裂け崩れると鎧で抑えられていた魔闘気が大量に放出され、あげく魔界へと堕ちてしまうとされていたが、実は鎧を使わずとも魔闘気をコントロールすることはできる。鎧をつけた真の理由はラオウと酷似した自分の顔を隠すことでラオウ伝説の説得力を高めるため。その魔闘気は、鎧を着けていてもなお噴き出す強力なものである。
原作とアニメで、微妙に設定が異なっている。原作では魔闘気はあまり使わず基本肉弾戦で戦い、ケンシロウとも互角の実力者だが、アニメでは魔闘気を乱用し、ケンシロウよりも遥かに強い実力者となっている。また原作ではリンに自分の素顔を見せて以降仮面をつけることはなくなり、最終決戦序盤で自分の傷をケンシロウに見せた際に半裸になるが、アニメではほとんど仮面を外すことはなく最終決戦でケンシロウに自分の素顔を見せて以降仮面をつけなくなり、最終決戦終盤で渾身の魔闘気で服を吹き飛ばし半裸になった。
少年時代から非凡な拳法の才能や人望の持ち主であったが、ヒョウや北斗宗家を立てるためにまだ10歳にも満たないヒョウと戦ってわざと敗れるようジュウケイから命じられる。その際にラオウとトキを人質に取られていたためにカイオウはこれを受け入れざるを得ず、結果として彼を慕う同世代の子供たちから人望を失い、英雄としての道を閉ざされてしまう。また、優れた力量を持ちながらも、それ以上に激しい性情を抱えていたため、ラオウやトキと違い北斗神拳への入門を認められず、修羅の国に残された。こうした経緯から北斗宗家の血筋を憎悪している。ただヒョウに対しては、北斗宗家に生まれたがゆえの過酷な運命にあったことや、お互いがそれぞれの弟と離されて修羅の国に残されたことで、少なからずある種の共感も抱いていた。
初登場時にはリンを自身の城に浚い、救出に向かったケンシロウと一戦を交えることとなる。カイオウの魔闘気の前にはケンシロウの攻撃や防御は一切通用せず、ケンシロウに瀕死の重傷を負わせるほどの強さを発揮し勝利。ケンシロウを魔闘気で磔にし処刑を始めるが処刑中にシャチ、赤鯱の妨害を受け中止。さらにケンシロウが闘神に目覚め、そのオーラで魔闘気の逃げ道をなくされたことで呼吸困難に陥り一時的に再起不能となり、勝負に勝っていたにもかかわらずケンシロウの逃亡を許さざるを得なくなった。その後はサヤカを殺害しケンシロウに濡れ衣を着せることでヒョウを魔界へ堕とし、さらにヒョウとケンシロウを殺し合わせるという計画を実行するも、シャチの妨害により失敗。それに激怒したことで泰聖殿で待ち伏せし、そこに来たシャチを女人像の加護に手こずりながらも始末した。この際に泰聖殿の女人像がシャチに味方をする様子を見たことで女人像に嫉妬。愛より悪のほうが勝っていると意地でも証明するために敢えてケンシロウに女人像の封印を解かせた上で同時に自身も悪の元凶である母者の墓標のある魔性の沼で本物の魔人になることを決め、ここでケンシロウとの最終決戦を始める。再戦ではケンシロウがかつてラオウから自身に生き別れの兄がいることを事前に教えられていたことが判明（ただし、アニメ版でカイオウの素顔を見た際にその兄であることを確信するシーンがある）。当時のラオウと交わした約束を果たすため改めてケンシロウから決戦に挑まれるが、ケンシロウの目の前で破孔・死環白を突いたリンを愛馬に乗せて野に放ち、ケンシロウを精神的に追い詰め、北斗神拳封じの秘策・北斗逆死葬などを用いた。しかし闘いの中で、自分にも北斗宗家の血が流れている事実を知って驚き、さらに、ケンシロウに「不敗の拳」と称した北斗宗家の拳の弱点を指摘され、己が自分より強い者と戦わなかった井の中の蛙に過ぎなかったと悟る。最後は心に正気を取り戻し、ヒョウの優しさに枯れていた涙を流し、息絶えたヒョウと共に母親が眠る地の溶岩の中で死んでいった。
ヒョウ
声 - 小川真司（少年期 - 堀川亮） / 置鮎龍太郎（少年期 - 佐藤朱） / 岸尾だいすけ / 平川大輔
修羅の国・第二の羅将。ケンシロウの実兄にして北斗宗家の嫡男。ケンシロウとよく似た容姿と体格を持つが、髪の毛が長いという特徴がある。
北斗宗家の嫡男ではあるがその血は薄く、弟ケンシロウに比べて力量では劣る存在。また、ケンシロウと同じく優しい心の持ち主だが、その優しさは拳の弱さに繋がる危険性もあったため、それを案じたジュウケイが北斗宗家に関する記憶を封じようとしたことで額にX字の傷を残す。だがジュウケイの記憶封印は不完全であり、それをカイオウに話したことからカイオウにより完全に封じられてしまう。
記憶を失いながらもカイオウにはない優しさがあり、同門である第三の羅将ハンの遺体が川から流れ着いた際に部下たちに彼を讃えさせ、弔うなどの場面もあった。この際にはケンシロウを激しく憎むことはなく、部下の中には「ヒョウこそ修羅の国の救世主だ」と信じる者もいた（アニメでは普通に何人か手にかけているものの、実際に原作ではこの頃はまだ師父ジュウケイ以外の人間を誰も手にかけておらず、そこまで冷酷な人物ではなかった）。しかし、カイオウがヒョウの婚約者であるサヤカを手に掛け「ケンシロウに殺された」と欺いたために、ケンシロウを敵（かたき）として激しく憎悪し魔界へと堕ちてゆく。
以後、それまでの自分にはなかった残虐非道な行為が表に現れ、自ら決別を告げた部下のナガトたちを殺してその一族が住む村を焼き払うと、支配地の民を酷使し川の水をせき止めさせて水没していた北斗琉拳ゆかりの聖殿・羅聖殿を地上に出す。そして、羅聖殿にて黒夜叉と戦って退けた後、ケンシロウと対決し、カイオウとの戦いを経たケンシロウに、早々と北斗琉拳（魔闘気）の原理を見破られ苦戦する。だが北斗宗家の血に目覚め、伝承されていた「宗家の拳」により逆襲に転じた。最後の一撃を放とうとしたところをシャチに胸を貫かれる形で止められ、和解。ケンシロウと涙の再会を果たす。
戦いのさなか、宗家の血に目覚めた際に記憶と正気を取り戻していたものの、それと同時に自らの犯した罪を悟り、ケンシロウの手で倒される覚悟をしていた。
再会後はケンシロウの仲間になり、部下を引き連れることもなくなる。シャチとケンシロウとレイアに封印されていた宗家の秘拳のありか（泰聖殿）を教える。しかし一足先に泰聖殿に着いたシャチがカイオウに襲われたためにケンシロウがシャチを助けに行ってしまい、その後は黒夜叉と2人きりになってしまった。
2人が相打ちとならなかったと聞いて怒れるカイオウが差し向けた刺客を撃破しつつ、カイオウに死環白を突かれたリンを助けに向かい、さらに直属の修羅陸戦部隊を、重傷ながら黒夜叉と共に撃退する強さを見せた。黒夜叉の死後すぐに、陸戦隊の生き残りに止めを刺されそうになるが、間一髪で黒王号とバットに救われ、バットと共に黒王号に乗りカイオウのもとへと向かう。
恋人・サヤカを殺されたにもかかわらず、最後までカイオウを実の兄のように慕い、彼が歪んだのは弱かった自分の責任だと自らを責め続け、それを詫びたいとカイオウのもとへと歩み寄る。最期はその思いに打たれて涙を流したカイオウの胸で事切れ、共に溶岩の中に埋まった。
ハン
声 - 戸谷公次 / 桐本琢也 / 矢部雅史 / 小西克幸
修羅の国・第三の羅将。
「野心無き者には生きる価値が無い」という信念を持ち、また「命のやり取りこそ最高の愉しみ」と考えている。今までに自分の命を狙ってきた修羅を幾人ともなく葬っており、本人曰く「百人から先は数えていない」とのこと。逆に野心なき者と見なした者については、その者の力量が優れていようとも容赦なく葬り去る。
身の回りに自分の命を狙っている修羅や侍女をそれと知りながらあえて抱え、侍女に酒を注がれた際にはそれが毒入りであることを見抜き、飼い犬に舐めさせた。犬は毒を見抜けずに一舐めで死亡したほどの猛毒だが、アニメではこれを平然と飲み干すという描写が追加された。
未だかつて誰も影すら見たことはないという疾風のごとき拳速を誇る羅将で、リンを追って駆けつけたケンシロウと激闘を繰り広げた。ケンシロウとは掴み合いの肉弾戦も演じたほか、魔闘気を用いてはいないものの掌から闘気を放つ技「白羅滅精」を使ったり、岩を幾つも浮かせて投げつけるなど、北斗琉拳の伝承者らしく闘気の扱いには長けている。さらに致命の破孔を突けぬ代わりに足の動きを徐々に奪ってゆくなど、戦術的にケンシロウを追い詰めているが、自分の強さを過信している節があり、ケンシロウから攻撃を受けたことに気づかず、弱いと高をくくり、自分自身が策に嵌まったことに気づかないなど、詰めの甘い一面があった。
赤子のケンシロウが修羅の国より船で出国した様子などケンシロウの過去を知っており、ヒョウの弟であることも既知で「お前ではヒョウには勝てぬ」とケンシロウに忠告している。また、「天将奔烈」がラオウの技であったことも察していた。
ヒョウやカイオウと異なり、北斗宗家との関係などのエピソードは明らかにされていない。
本作の登場拳士としては珍しく、宿命的な背景が描かれず、戦いそのものを好みそれを目的で戦うタイプ。ケンシロウとも特に因縁はなく、成り行き上相見えたケンシロウの強さを見抜くや戦いに身を投じ追い詰めるが、目の神経を封じられたことで敗れ去った。
ゲーム『真・北斗無双』では原作でチェスを嗜んでいることから、伝説編で登場する彼の居城の一室はチェス盤そのものを象った床の上に、白黒のチェスの駒を象ったオブジェが置かれている。また、幻闘編では修羅の国を完成させる前のカイオウとヒョウの勢力と肩を並べる勢力のトップであったが、最終的には同じ師を持つ義兄弟の2人と組むことを選んだ。さらに、シャチの章では彼が自らの弟弟子であることも承知しており、「弟」や「末の弟」と呼んでいる。

### 修羅
「生存率1%」といわれる100回の死闘を経て、過酷なバトルロイヤルを生き抜いた男たちである。
名も無き修羅
声 - 松田重治 / 貞広高志 / - / 内野孝聡
仮面を取ることを許されていない名もなき修羅の一人。多彩な技と狡猾さを合わせ持つ「修羅忍道」の使い手。かつて赤鯱が100名の部下と共に修羅の国に侵攻した際、たった一人の修羅に敗れ去ったが、その時の修羅が彼でありまだ15歳にも満たなかったという。また、修羅の国に入ったファルコに致命傷を与え、遅れて到着したケンシロウと激闘を繰り広げた。しかし、ケンシロウの刹活孔によって生気を取り戻したファルコと再び再戦。最期は元斗皇拳秘奥義「黄光刹斬」を食らって敗北した。ケンシロウ曰く、ファルコが苦戦したのはケンシロウとの戦いの傷が癒えていなかったことと戦いの最中に義足が折れてしまったためであり、本来ならファルコの足下にも及ばないとのこと。
ゲーム『真・北斗無双』の幻闘編シャチの章では、過去の赤鯱や海賊との戦いの件でシャチから復讐を挑まれる。この時過去の一件を問うシャチに対し「覚えていないな…貴様は今まで潰した虫の数を覚えているのか?」と余裕と残忍さに満ちた答えを返すが敗れ、息の根を止められそうになった瞬間シャチが魔道に堕ちぬよう介入したジュウケイの拳で記憶を奪われ、一命を取り留めた。
砂時計のアルフ
声 - 西村知道 / 荒井聡太 / - / こばたけまさふみ
上級修羅として122戦全勝、そのうち105人を2分以内に殺した。2分以内に殺さなかった者は殺す価値もないと見切ったゆえと言う。
郡将カイゼルの命により、リンを追って修羅の国に入ったケンシロウを倒すため立ち塞がる。ただしこのときケンシロウは同行していたボロ（シャチ）を指差して「てっきりそちらの男が俺と戦うのかと思った」とボロの方がアルフより実力が上だと見切っていたが、アルフ自身はそれを単なる挑発と切り捨てている。
2分間の砂時計を携行して戦うのが彼のスタイルであり、毒蛾の鱗粉を含んだマントを突かせて視覚を幻惑する「誘闘赤円舞」でケンシロウを倒そうとするが、神速の拳を打ち込まれて、逆に2分以内で葬り去られる。
カイゼル
声 - 屋良有作 / 藤本たかひろ / - / 一条和矢
傷を付けず一瞬にして内臓や骨を抜き取ることができる「孟古流妖禽掌」の使い手。修羅として1,800勝（アニメでは8,800勝）し、支配地で配下の修羅を統治する「郡将」という称号を与えられている。顔に歴戦の証である横長の傷がある。
リンを連れ去ったシャチを追って対峙し、彼の正体が「羅刹」であることを知っても、その強さを認めて不問にしようとするが、逆に戦いを挑まれ激闘を繰り広げる。シャチを基本圧倒するも、シャチのわざと隙を作ることで敢えて肋骨を取らせるという罠にはまり、逆に肋骨を取っている隙を突かれ右腕を吹き飛ばされる。しかしほとんどハンデになっておらず逆に片手でシャチを翻弄した。かつて第三の羅将であるハンと戦ったことがあるが、彼の拳を見切れずに敗北している。その時に胸に深手を負っており、最期はシャチにその古傷を攻められ、古傷を庇った隙を突かれ「破摩独指」で倒される。
ゲーム『真・北斗無双』の幻闘編では、修羅の国が完成する以前はカイオウやヒョウとは別の勢力を築いていたハンの配下で、その関係は本人曰く「戦いを通して戦友となった」とのこと。
殺（シャー）、斬（ザン）
声 - 酒巻光宏（殺）、下崎紘史（斬）〈LEGENDS ReVIVE〉
シャチの実力を試すためにカイゼルが彼にけしかけた修羅たち。三日月状の刃を付けているのが殺、剣を持っているのが斬。
カイゼルによれば「これまでの修羅とは格が違う」というふれこみで殺と斬は対極でシャチに挑んだが、斬のほうがわずかに間合いが近かったために反撃され、一撃で倒されてしまう。殺は動揺して思わず後ずさったところをカイゼルに咎められ、彼に背後から肋骨をもぎ取られて死亡した。
ハンの居城付近を統治する修羅
声 - 島香裕
モヒカン頭に鯰髭を生やしている小太りの男。
車で領地を巡回していたところをハンの居城を探すケンシロウに襲撃され、地面や岩壁に叩きつけられるなどの拷問を受けハンの居城の場所を教えるよう強要されるが「しっ、知らないアルよ!」と頑なに拒む。しかし「ないアル」という言葉尻を捕まえられ「あるのかないのかどっちなんだ」と拷問が続き、最期は爆死した。なお、ハンの居城はその後すぐ発見されている。
アニメにも登場するが、原作の「〜アル」口調がなくなり、体格の良い容姿に変更されている。ハンの居城の場所を聞かれて「知らない」と言い張り、剣で戦おうとするが、意思とは無関係に道を教える秘孔を突かれて居城の位置を示したあとで置いてけぼりにされた挙句爆死するという場面に変更されている。また、初心者マークを貼った車に乗って登場するなどの演出が用意されている。
ゲーム『真・北斗無双』ではモブ武将のグラフィックになってこそいるが登場しており、こちらでは沢山の部下と行動している。
ブロン
声 - 田中康郎
蜂起したボロを鎮圧した修羅。ケンシロウに巨大な鉄のブーメランを投げるが、曲げられた上に顔に投げ返されて絶命。アニメでは投げ返された後に2本の刀で襲い掛かるが闘気で曲げられ、秘孔で操られその曲がった刀を頭に突き刺した直後爆死している。
シエ
声 - 佐藤正治
ケンシロウを待ち伏せしていた怪物修羅。蟹に似ていて語尾に「〜ガニ」が付く。両腕に装着した巨大なナイフで襲い掛かり（技名：交牙断随）仕掛けた罠に追い込むものの、自分の罠に落とされ絶命。
アニメでは、オリジナルキャラクターであるロックたち7人に襲い掛かっていたところをケンシロウに見つけられ、北斗神拳によって爆死したという形に変更されている。また、修羅でないロックたちに部下の修羅たちがやられる様子を見て、修羅のレベルが落ちたことを嘆いている。
カイオウ滅殺隊
カイオウの城に登場した修羅。巨大なムカデのような組体操でケンシロウに襲い掛かるが全員返り討ちに遭った。しかしケンシロウにこの程度ではカイオウには勝てないという意味深な言葉を残し絶命する。
ギョウコ
声 - 島香裕
ブタと呼ばれることが嫌いな太った修羅。正直者が好きらしいが正直に「ブタ」と言った場合は怒る。蒸気機関車を改造した車を愛用している。羅将の地位を狙ってサヤカの葬儀を欠席してまでケンシロウの首を狙うも、そのケンシロウに「ブタヤロウ!」と呼ばれた上に殴り飛ばされ愛車の角に突き刺さり絶命。
アニメでは髪の毛が付け加えられており、またケンシロウに敗れた後も命は取られず、カイオウに伝言を伝えてくるように言われたが、伝えに来た場所が間の悪いことにサヤカの葬儀の場だったのでヒョウの怒りを買い、魔人と化したヒョウに魔闘気で吹き飛ばされて死亡した。
ナガト
声 - 田中和実
ヒョウの配下の准将。ヒョウを兄のように慕い、いつしか彼が目覚めてカイオウを打倒することを願っていた。しかし、ヒョウがサヤカの死をきっかけに魔界に墜ちてカイオウに忠誠を誓った様子を見て、4人の部下と共に訣別を告げる。その直後、4人の部下をヒョウに殺され、自身も涙を流しながら闘いを挑んで殺された。魔神となったヒョウによりナガトは逆賊とされ、ナガトの村は焼き払われ一族はケンシロウに救われた次男を除いて抹殺される。
アニメでは副将となり、ヒョウ直属の機甲団に従軍してロック一味と交戦する、ヒョウとジュウケイの戦いに立ち会う、ケンシロウと魔闘気の後遺症に苦しむシャチを村に匿うなど、随所で登場している。また、ナガトの一族は助けに来たケンシロウにより存命している。
監督の修羅
声 - 塩屋浩三
羅聖殿の復旧作業を監督していた修羅。平安貴族のような眉で葉巻を吸っている。沼の水をせき止めて羅聖殿を復旧すべく、奴隷の家族の老人たちをギロチンにかけて人質に取り、岩を運ばせていた。
しかし岩を持った奴隷たちの列の中に混じっていたケンシロウに「今度はお前の番だ」と言われ、巨大な岩をパスされ周りの修羅ともども潰れる。
ゼブラ
声 - 戸谷公次
鉄鎖を操るシマウマ模様の特徴ある衣装を着用している修羅。言葉遣いは丁寧だが、下卑た笑い方をする。カイオウの命でヒョウの殺害を狙って現れ、傷を負ったヒョウを鉄鎖で巻き縛ってリンが死環白を突かれて野に放たれたことを明かす。地に這わせていたぶり嘲笑したが、底力を残していたヒョウの反撃で地面に埋め込まれて絶命。
サモト
嫁探しの途中、カイオウに破孔・死環白を突かれたリンを発見したが、ヌメリに殺されて奪われる。部下は皆不潔であり、本人は立派な服を着て高貴ぶっているものの自身の唾液で髪型を整えているので同類である。
アニメでは未登場で、後述のヌメリが代役も兼ねて登場している。
ヌメリ
声 - 佐藤正治
サモトをデコピン一発で殺してリンを奪った修羅。リンを目覚めさせる破孔を突いて自分に愛を向けようとしたが、すんでのところでヒョウにリンを奪還され、真っ二つにされて死亡した。アニメでは「サモト」という名前で登場。
カイオウ陸戦隊
カイオウ配下の部隊で、黒夜叉によればいずれも一騎当千の修羅たちからなるという。死環白を突かれたリンをケンシロウのもとに連れて行こうとするヒョウと黒夜叉の前に立ち塞がったが、2人の決死の戦いによって相打ちの形で壊滅させられた。この戦いで黒夜叉は戦死、ヒョウも元々万全ではなかったとはいえ立つのがやっとの重傷を負った。

### アニメオリジナルキャラクター
ガメレオ
声 - 山口健
カメレオンがモチーフの修羅。カメレオンと言われると怒る。ケンシロウを狙っての登場だったが、返り討ちにあい絶命。保護色により姿が隠せるが、気配を消せていなかったために簡単に見抜かれていた。その際、ケンシロウから「カメレオン」と呼ばれ、「ガメレオ様だ！」と怒っていた。
ギャモン
声 - 堀之紀
サソリがモチーフで、ケンシロウ曰く「ザリガニ」。毒針を武器とする修羅で群将。毒針を飛ばす甲牙鉄条刺という技でケンシロウに挑んだが、闘気で逆に針を跳ね返されて倒される。
ケイン
声 - 池水通洋
修羅の国の郡将。館で枝豆などのつまみを啄みながら、自分の実力なら羅将に値するのに郡将に甘んじていることの不満を部下の前で漏らしていた。カイオウの命により、ケンシロウを抹殺すれば羅将の地位を認めるという報が届くと勇み立ち、シャチが若い頃修行した小屋に向かう。着いたころにはケンシロウがすでに復活間際であり、闘気による先制攻撃を仕掛けたが通じず、逆にケンシロウの闘気で上空まで弾き飛ばされ爆死する。
クジン
ヒョウ直属の機甲団に所属する修羅。「機甲団一の不死身」と言われた強靭な肉体を生かしたパワーファイタであり、ガトリングニードルガンを扱うロックの仲間の一人を倒した。

## 福岡県
福岡県内には、指定暴力団が全国で最も多い5つ（北九州市の工藤會、久留米市の道仁会、田川市の太州会、福岡市の福博会、大牟田市の浪川会）あり、特に工藤會が住民を襲撃する行為や道仁会と浪川会による筑後地域での活動を活発化させていることから、2007年頃からネットスラングとして修羅の国・福岡と表現され、報道機関でも使用されている。地元福岡県内では上記のスラングに対し、賛否両論があるとされている。
さらに、福岡県内では暴力団関係者が投擲したと思われる手榴弾が度々発見され、手榴弾を発見して犯人が逮捕された場合に最高10万円が貰える手榴弾110番制度まで出来ていることから、「路上に手榴弾が転がっている街」と揶揄されることもある。特に工藤會は手榴弾・散弾銃・機関銃といったマフィア顔負けの凶器を所持しているという武闘派ぶり故、アメリカ合衆国政府からも「ヤクザの中でも最も凶暴な団体」と畏怖されている。また、糟屋郡志免町の公立中学校では中学生が実弾入りの回転式拳銃を学校に持ち込んで教師が暴発させたこともある。さらに企業などは暴力団排除条例に従っても報復を受けるケースが多発し、道仁会絡みでは九州誠道会関係者と間違えて無関係の市民を射殺する事件まで起こった。このため、福岡県警は暴力団関係者から危害を受ける恐れのある一般市民の身辺警護を24時間体制で担う専門組織「保護対策室」を全国最大規模となる約110人体制で発足させ、頂上作戦を実施している。
過去に田川郡で、町長が町長室で執務中に乱入してきた暴漢に射殺された。町議会議長が突然銃撃を受け負傷。この町議会議長は翌2003年6月に護身用の拳銃を所持していた疑いが強まり、逮捕される直前に辞職し失踪、指名手配され銃刀法違反で逮捕されている。また、元町議会議長が覚醒剤所持で逮捕された。最多得票当選の町議が高級車窃盗団の頭領として逮捕された。町長の親族が運営する企業組合事務所に複数の火炎瓶が投げ込まれた。町議を含む町政関係者が立て続けに失踪した。『週刊文春』によれば、2005年5月の政府財政制度等審議会財政制度分科会の合同部会における渡邉恒雄による「福岡県田川郡は暴力団の町だ」との発言が生まれた背景にあるのは主にこうした状況のことであるとしている。
2021年ごろになると排除が進んだ結果、町中で組員などを見かけることが無くなったという。また2024年には治安の改善により企業の進出も進んでいると報道された。しかし同年には河川敷から複数の拳銃、手榴弾、そして長さ1メートル超のロケットランチャーが見つかっている。
暴力団事件以外にも、飲酒運転摘発率の異常な高さや、犯罪件数も日本でトップクラスであることから、色々な方面で「修羅の国」として知られている。こうしたことから北九州市では、イメージを向上させるため、自治体としては全国に先駆けて「北九州市広報室イメージアップ班」を設置し、1989年から国内外の映画・テレビドラマなどの誘致・支援へなどフィルム・コミッションの取り組みを開始している。一方で暴力団対策ビデオを「組員の子どもに対するいじめの可能性」を理由に、教育委員会が中学・高校では上映しないことを決定するなど、足並みの乱れも見られる。
フィクションの世界でも「修羅の国・福岡」を題材にした作品が発表されており、福岡市出身の木崎ちあきの小説『博多豚骨ラーメンズ』は「博多は人口の3％が殺し屋」など、イメージを誇張した設定が取り入れられた。漫画では江戸パイン作の『社畜! 修羅コーサク』は、暴力がすべてを支配するという墓多へと左遷されたサラリーマンの過酷な日常を描いたコメディとなっている（こちらの作品は『課長島耕作』の公認パロディでもある）。